# Daniel Cukierman
Daniel Cukierman (hebräisch דניאל צוקרמן; * 9. Juli 1995 in Tel Aviv-Jaffa) ist ein israelischer Tennisspieler.

## Persönliches
Daniel ist der Sohn von Galiag und Édouard Cukierman, einem französisch-israelischen Geschäftsmann. Er hat zwei Brüder, Michael und Ariel. Er besuchte die Ironi Daled High School in Tel Aviv. Nach Beendigung seiner Schullaufbahn absolvierte er den in Israel verpflichtenden Militärdienst von 30 Monaten.

## Karriere
Cukierman kam nie zu Punkten auf der ITF Junior Tour. Schon während der Schulzeit konnte er israelischer Meister im Doppel werden. Mit 18 begann er mit Amos Mansdorf zu arbeiten und gewann seinen zweiten nationalen Doppeltitel. Er spielte schon während seines Militärdienstes Profiturniere, hauptsächlich auf der ITF Future Tour. 2016 war sein erfolgreichstes Jahr, als er bei drei Futures das Finale erreichen konnte und bis auf Position 525 in der Weltrangliste stieg. Im Doppel gewann er in dem Jahr seinen zweiten Future-Titel, einen hatte er im Vorjahr gewonnen. Außerdem erreichte er das Finale der israelischen Meisterschaft, wo er gegen Dudi Sela verlor, zuvor aber Amir Weintraub besiegen konnte. 2017 gewann er im Doppel seinen dritten nationalen Doppeltitel. Anfang 2017 gab er sein Debüt für die israelische Davis-Cup-Mannschaft.
2017 begann er ein Studium an der University of Southern California im Fach real estate development. Er spielte dort auch College Tennis und wurde 2020 die Nummer 1 in der ITA-Liste aller College-Spieler. Während dieser Zeit spielte er weniger Profiturniere und konnte nur im Doppel drei weitere Futures gewinnen. 2018 und 2019 wurde er israelischer Meister im Einzel. Anfang 2022 schloss er sein Studium ab, das durch die COVID-19-Pandemie unterbrochen worden war.
Cukierman spielte 2021 wieder häufiger Profiturniere und erreichte im Einzel erneut ein Endspiel, während er im Doppel zwei weitere Futures gewann (insgesamt 7). In der Bundesliga spielte er für den TuS Sennelager. 2022 steigerte er sein Level: Mitte des Jahres gewann er seine ersten Einzel-Titel. Zudem verbuchte er seinen ersten Sieg auf der ATP Challenger Tour, als er in Nur-Sultan Jay Clarke schlug. Mit zwei weiteren Endspielen bei Futures, von denen er eines gewann, beendete er das Jahr auf Rang 360, knapp hinter seinem Karrierehoch, das er kurz zuvor erreicht hatte. Im Doppel war er noch erfolgreicher – er gewann sechs Futures und zog beim Challenger in Málaga mit seinem Partner Emilio Gómez ins Finale ein, in welchen sie unterlagen. Zudem wurde ihm im Doppel eine Wildcard für das Turnier in Tel Aviv zuerkannt, wodurch er zu seinem Debüt auf der ATP Tour kam. Mit seinem Landsmann Edan Leshem verlor er in der ersten Runde. 2021 und 2022 spielte er für Israel jeweils im Davis Cup in der ersten Runde der Weltgruppe, wo sie beide Male verloren. Cukiermans Bilanz ist 6:5.

## Erfolge
| Legende (Anzahl der Siege) |
| Grand Slam                 |
| ATP Finals                 |
| ATP Tour Masters 1000      |
| ATP Tour 500               |
| ATP Tour 250               |
| ATP Challenger Tour (4)    |

### Doppel

#### Turniersiege
| Nr. | Datum             | Turnier       | Belag         | Partner              | Finalgegner                                 | Ergebnis          |
| --- | ----------------- | ------------- | ------------- | -------------------- | ------------------------------------------- | ----------------- |
| 1.  | 2. September 2023 | Mallorca      | Hartplatz     | Joshua Paris         | N. Sriram Balaji Ramkumar Ramanathan        | 6:4, 6:4          |
| 2.  | 6. April 2024     | Florianópolis | Sand          | Carlos Sánchez Jover | Lorenzo Joaquín Rodríguez Franco Roncadelli | 6:0, 3:6, [10:4]  |
| 3.  | 31. August 2024   | Porto         | Sand          | Piotr Matuszewski    | Romain Arneodo Théo Arribagé                | 6:4, 6:0          |
| 4.  | 22. Februar 2025  | Glasgow       | Hartplatz (i) | Joshua Paris         | Vasil Kirkov Marcus Willis                  | 5:7, 6:4, [12:10] |